# Azerbaïdjanais
En français, le mot Azerbaïdjanais désigne, conformément à la Constitution de la république d'Azerbaïdjan, le droit du sol et le droit international, les citoyens de l'Azerbaïdjan : Azərbaycanlılar (آذربایجانلیلار) et eux seuls, quelles que soient leurs langues, origines et traditions culturelles.
« Azerbaïdjanais » ne doit pas être confondu avec Azéris qui, selon la définition ethnique, le droit du sang et l'appartenance linguistique et culturelle, désigne le groupe ethnique turcique qui s'auto-désigne en azéri : Azәrilәr (آذریلر) et constitue la principale, mais non la seule population de l'Azerbaïdjan, ainsi que du nord-ouest de l'Iran, et aussi une diaspora.

## Sources
1. ↑  (en) « Constitution of the Republic of Azerbaijan », sur President of Azerbaijan, 24 août 2002 (consulté le 8 avril 2012).
2. ↑   "Population by ethnic groups", The State Statistical Committee of Azerbaijan Republic.